# إيان ستراكان
إيان ستراكان هو سياسي كندي، ولد في 1 نوفمبر 1940 في أبردين في المملكة المتحدة. نشط حزبياً في الحزب الليبرالي في نيوفندلاند ولابرادور ‏.